# William de Wiveleslie Abney
Sir William de Wiveleslie Abney (Derby, 24 juli 1843 - Folkestone, 3 december 1920) was een Engels astronoom, scheikundige en fotograaf. 
Abney was een pionier op het gebied van verschillende technische aspecten van fotografie. Hij gaf de eerste praktische aanwijzingen voor het vervaardigen van lichtgevoelige emulsies, introduceerde de alkalische hydrochinon ontwikkelaar en deed onderzoeken op het gebied van de polarisatie en de fotografische spectraalanalyse.
In 1882 ontving hij de Rumford Medal.
- Bibsys: 2052997
- Biblioteca Nacional de España: XX1507748
- Bibliothèque nationale de France: cb162959137 (data)
- CiNii: DA09261149
- Stuttgart Database of Scientific Illustrators 1450–1950: 6133
- Gemeinsame Normdatei: 116003693
- International Standard Name Identifier: 0000 0001 0913 066X
- Library of Congress Control Number: nr88000049
- Nationale Bibliotheek van Tsjechië: jo2002100529
- Nationale bibliotheek van Australië: 35508876
- Nationale Bibliotheek van Israël: 987007287688105171
- Nederlandse Thesaurus van Auteursnamen: 153656735
- PIC: 307749
- Réseau des bibliothèques de Suisse occidentale: 02-A002904320
- RKD-Nederlands Instituut voor Kunstgeschiedenis: 388667
- SNAC: w6rn3j0z
- Système universitaire de documentation: 082395586
- Trove: 528463
- Union List of Artist Names: 500036913
- Virtual International Authority File: 69670707
- WorldCat: E39PBJjMGP7fhFjmtdVR7XYMfq